# Grand Prix moto de Thaïlande 2025
Le Grand Prix moto de Thaïlande 2025 est la première manche du championnat du monde de vitesse moto 2025. Pour la première fois en 25 ans, le championnat débute en Asie du Sud-Est.
Cette 6e édition du Grand Prix moto de Thaïlande se déroule du 28 février au 2 mars 2025 sur le circuit international de Buriram.

## MotoGP

### Essais

#### Essais Libres 1
10 h 45 - 28 février 2025
| 1        | Marc Márquez      | Ducati Lenovo Team                   | 1:29.463 |         |
| 2        | Franco Morbidelli | Pertamina Enduro VR46 Racing Team    | 1:29.581 | + 0.158 |
| 3        | Fabio Quartararo  | Monster Energy Yamaha Factory Racing | 1:29.765 | + 0.342 |
| 4        | Jack Miller       | Prima Pramac Racing                  | 1:29.840 | + 0.417 |
| 5        | Marco Bezzecchi   | Aprilia Racing                       | 1:29.851 | + 0.428 |
| 6        | Ai Ogura          | Trackhouse Racing                    | 1:29.919 | + 0.496 |
| 7        | Álex Márquez      | BK8 Gresini Racing MotoGP            | 1:29.944 | + 0.521 |
| 8        | Miguel Oliveira   | Prima Pramac Racing                  | 1:30.018 | + 0.595 |
| 9        | Maverick Viñales  | Red Bull KTM Tech3                   | 1:30.054 | + 0.631 |
| 10       | Francesco Bagnaia | Ducati Lenovo Team                   | 1:30.141 | + 0.718 |
| Résultat |                   |                                      |          |         |

#### Essais
15 h - 28 février 2025
| 1        | Álex Márquez      | BK8 Gresini Racing MotoGP            | 1:29.020 |         |
| 2        | Marc Márquez      | Ducati Lenovo Team                   | 1:29.072 | + 0.052 |
| 3        | Pedro Acosta      | Red Bull KTM Factory Racing          | 1:29.262 | + 0.242 |
| 4        | Marco Bezzecchi   | Aprilia Racing                       | 1:29.267 | + 0.247 |
| 5        | Franco Morbidelli | Pertamina Enduro VR46 Racing Team    | 1:29.306 | + 0.286 |
| 6        | Joan Mir          | Honda HRC Castrol                    | 1:29.398 | + 0.378 |
| 7        | Raúl Fernández    | Trackhouse Racing                    | 1:29.462 | + 0.442 |
| 8        | Fabio Quartararo  | Monster Energy Yamaha Factory Racing | 1:29.485 | + 0.465 |
| 9        | Ai Ogura          | Trackhouse Racing                    | 1:29.597 | + 0.577 |
| 10       | Johann Zarco      | LCR Honda Castrol                    | 1:29.608 | + 0.588 |
| Résultat |                   |                                      |          |         |

#### Essais Libres 2
10 h 10 - 1er mars 2025
| 1        | Franco Morbidelli    | Pertamina Enduro VR46 Racing Team    | 01:29.629 |        |
| 2        | Marc Márquez         | Ducati Lenovo Team                   | 01:29.699 | +0.070 |
| 3        | Francesco Bagnaia    | Ducati Lenovo Team                   | 01:29.967 | +0.338 |
| 4        | Fermin Aldeguer      | BK8 Gresini Racing MotoGP            | 01:29.977 | +0.348 |
| 5        | Álex Márquez         | BK8 Gresini Racing MotoGP            | 01:30.068 | +0.439 |
| 6        | Ai Ogura             | Trackhouse Racing                    | 01:30.206 | +0.577 |
| 7        | Johann Zarco         | LCR Honda Castrol                    | 01:30.211 | +0.582 |
| 8        | Fabio DiGiannantonio | Pertamina Enduro VR46 Racing Team    | 01:30.279 | +0.650 |
| 9        | Somkiat Chantra      | LCR Honda Idemitsu                   | 01:30.360 | +0.731 |
| 10       | Fabio Quartararo     | Monster Energy Yamaha Factory Racing | 01:30.369 | +0.740 |
| Résultat |                      |                                      |           |        |

### Qualifications
| Meilleur tour de la session |

| Pos.             | N° | Pilote                | Constructeur                         | Temps de qualification | Temps de qualification | Ligne |
| Pos.             | N° | Pilote                | Constructeur                         | Q1                     | Q2                     | Ligne |
| ---------------- | -- | --------------------- | ------------------------------------ | ---------------------- | ---------------------- | ----- |
| 1                | 93 | Marc Márquez          | Ducati Lenovo Team                   | Qualifié en Q2         | 01:28.782              | 1     |
| 2                | 73 | Álex Márquez          | BK8 Gresini Racing MotoGP            | Qualifié en Q2         | 01:28.928              | 1     |
| 3                | 63 | Francesco Bagnaia     | Ducati Lenovo Team                   | 01:29.180              | 01:28.955              | 1     |
| 4                | 43 | Jack Miller           | Prima Pramac Racing                  | 01:29.186              | 01:29.090              | 2     |
| 5                | 79 | Ai Ogura              | Trackhouse Racing                    | Qualifié en Q2         | 01:29.134              | 2     |
| 6                | 21 | Franco Morbidelli     | Pertamina Enduro VR46 Racing Team    | Qualifié en Q2         | 01:29.171              | 2     |
| 7                | 37 | Pedro Acosta          | Red Bull KTM Factory Racing          | Qualifié en Q2         | 01:29.320              | 3     |
| 8                | 25 | Raúl Fernández        | Trackhouse Racing                    | Qualifié en Q2         | 01:29.367              | 3     |
| 9                | 72 | Marco Bezzecchi       | Aprilia Racing                       | Qualifié en Q2         | 01:29.381              | 3     |
| 10               | 20 | Fabio Quartararo      | Monster Energy Yamaha Factory Racing | Qualifié en Q2         | 01:29.389              | 4     |
| 11               | 36 | Joan Mir              | Honda HRC Castrol                    | Qualifié en Q2         | 01:29.422              | 4     |
| 12               | 5  | Johann Zarco          | LCR Honda Castrol                    | Qualifié en Q2         | 01:29.609              | 4     |
| 13               | 49 | Fabio Di Giannantonio | Pertamina Enduro VR46 Racing Team    | 01:29.237              | N/A                    | 5     |
| 14               | 33 | Brad Binder           | Red Bull KTM Factory Racing          | 01:29.468              | N/A                    | 5     |
| 15               | 13 | Fermín Aldeguer       | BK8 Gresini Racing MotoGP            | 01:29.484              | N/A                    | 5     |
| 16               | 10 | Luca Marini           | Honda HRC Castrol                    | 01:29.532              | N/A                    | 6     |
| 17               | 88 | Miguel Oliveira       | Prima Pramac Racing                  | 01:29.587              | N/A                    | 6     |
| 18               | 12 | Maverick Viñales      | Red Bull KTM Tech3                   | 01:29.701              | N/A                    | 6     |
| 19               | 42 | Álex Rins             | Monster Energy Yamaha Factory Racing | 01:29.733              | N/A                    | 7     |
| 20               | 23 | Enea Bastianini       | Red Bull KTM Tech3                   | 01:29.916              | N/A                    | 7     |
| 21               | 35 | Somkiat Chantra       | LCR Honda Idemitsu                   | 01:30.076              | N/A                    | 7     |
| 22               | 32 | Lorenzo Savadori      | Aprilia Racing                       | 01:30.630              | N/A                    | 8     |
| Rapport officiel |    |                       |                                      |                        |                        |       |

### Course Sprint
| Pos.                                                       | N° | Pilote                | Équipe                               | Constructeur | Tours | Temps/Ecarts | Grille | Points |
| ---------------------------------------------------------- | -- | --------------------- | ------------------------------------ | ------------ | ----- | ------------ | ------ | ------ |
| 1                                                          | 93 | Marc Márquez          | Ducati Lenovo Team                   | Ducati       | 13    | 19:35.005    | 1      | 12     |
| 2                                                          | 73 | Álex Márquez          | BK8 Gresini Racing MotoGP            | Ducati       | 13    | +1.185       | 2      | 9      |
| 3                                                          | 63 | Francesco Bagnaia     | Ducati Lenovo Team                   | Ducati       | 13    | +3.423       | 3      | 7      |
| 4                                                          | 79 | Ai Ogura              | Trackhouse Racing                    | Aprilia      | 13    | +4.392       | 5      | 6      |
| 5                                                          | 21 | Franco Morbidelli     | Pertamina Enduro VR46 Racing Team    | Ducati       | 13    | +5.790       | 6      | 5      |
| 6                                                          | 37 | Pedro Acosta          | Red Bull KTM Factory Racing          | KTM          | 13    | +11.700      | 7      | 4      |
| 7                                                          | 20 | Fabio Quartararo      | Monster Energy Yamaha Factory Racing | Yamaha       | 13    | +13.437      | 10     | 3      |
| 8                                                          | 33 | Brad Binder           | Red Bull KTM Factory Racing          | KTM          | 13    | +14.228      | 14     | 2      |
| 9                                                          | 36 | Joan Mir              | Honda HRC Castrol                    | Honda        | 13    | +15.453      | 11     | 1      |
| 10                                                         | 5  | Johann Zarco          | LCR Honda Castrol                    | Honda        | 13    | +16.209      | 12     | 0      |
| 11                                                         | 25 | Raúl Fernández        | Trackhouse Racing                    | Aprilia      | 13    | +16.817      | 8      | 0      |
| 12                                                         | 72 | Marco Bezzecchi       | Aprilia Racing                       | Aprilia      | 13    | +17.152      | 9      | 0      |
| 13                                                         | 13 | Fermín Aldeguer       | BK8 Gresini Racing MotoGP            | Ducati       | 13    | +17.741      | 15     | 0      |
| 14                                                         | 12 | Maverick Viñales      | Red Bull KTM Tech3                   | KTM          | 13    | +18.984      | 18     | 0      |
| 15                                                         | 10 | Luca Marini           | Honda HRC Castrol                    | Honda        | 13    | +19.149      | 16     | 0      |
| 16                                                         | 88 | Miguel Oliveira       | Prima Pramac Racing                  | Yamaha       | 13    | +19.569      | 17     | 0      |
| 17                                                         | 42 | Álex Rins             | Monster Energy Yamaha Factory Racing | Yamaha       | 13    | +20.140      | 19     | 0      |
| 18                                                         | 23 | Enea Bastianini       | Red Bull KTM Tech3                   | KTM          | 13    | +23.948      | 20     | 0      |
| 19                                                         | 35 | Somkiat Chantra       | LCR Honda Idemitsu                   | Honda        | 13    | +24.594      | 21     | 0      |
| 20                                                         | 32 | Lorenzo Savadori      | Aprilia Racing                       | Aprilia      | 13    | +31.443      | 22     | 0      |
| Abd.                                                       | 49 | Fabio Di Giannantonio | Pertamina Enduro VR46 Racing Team    | Ducati       | 11    | Abandon      | 13     | 0      |
| Abd.                                                       | 43 | Jack Miller           | Prima Pramac Racing                  | Yamaha       | 6     | Abandon      | 4      | 0      |
| Meilleur tour du Sprint: Marc Márquez (1:29.911 au tour 2) |    |                       |                                      |              |       |              |        |        |
| Résultat officiel                                          |    |                       |                                      |              |       |              |        |        |

### Course Principale
| Pos.                                                       | N° | Pilote                | Équipe                               | Constructeur | Tours | Temps/Ecarts | Grille | Points |
| ---------------------------------------------------------- | -- | --------------------- | ------------------------------------ | ------------ | ----- | ------------ | ------ | ------ |
| 1                                                          | 93 | Marc Márquez          | Ducati Lenovo Team                   | Ducati       | 26    | 39:37.244    | 1      | 25     |
| 2                                                          | 73 | Álex Márquez          | BK8 Gresini Racing MotoGP            | Ducati       | 26    | +1.732       | 2      | 20     |
| 3                                                          | 63 | Francesco Bagnaia     | Ducati Lenovo Team                   | Ducati       | 26    | +2.398       | 3      | 16     |
| 4                                                          | 21 | Franco Morbidelli     | Pertamina Enduro VR46 Racing Team    | Ducati       | 26    | +5.176       | 9      | 13     |
| 5                                                          | 79 | Ai Ogura              | Trackhouse Racing                    | Aprilia      | 26    | +7.450       | 5      | 11     |
| 6                                                          | 72 | Marco Bezzecchi       | Aprilia Racing                       | Aprilia      | 26    | +14.967      | 8      | 10     |
| 7                                                          | 5  | Johann Zarco          | LCR Honda Castrol                    | Honda        | 26    | +15.225      | 12     | 9      |
| 8                                                          | 33 | Brad Binder           | Red Bull KTM Factory Racing          | KTM          | 26    | +19.929      | 14     | 8      |
| 9                                                          | 23 | Enea Bastianini       | Red Bull KTM Tech3                   | KTM          | 26    | +20.053      | 20     | 7      |
| 10                                                         | 49 | Fabio Di Giannantonio | Pertamina Enduro VR46 Racing Team    | Ducati       | 26    | +21.546      | 13     | 6      |
| 11                                                         | 43 | Jack Miller           | Prima Pramac Racing                  | Yamaha       | 26    | +22.315      | 4      | 5      |
| 12                                                         | 10 | Luca Marini           | Honda HRC Castrol                    | Honda        | 26    | +23.940      | 16     | 4      |
| 13                                                         | 54 | Fermín Aldeguer       | BK8 Gresini Racing MotoGP            | Ducati       | 26    | +24.760      | 15     | 3      |
| 14                                                         | 88 | Miguel Oliveira       | Prima Pramac Racing                  | Yamaha       | 26    | +26.097      | 17     | 2      |
| 15                                                         | 20 | Fabio Quartararo      | Monster Energy Yamaha Factory Racing | Yamaha       | 26    | +26.456      | 10     | 1      |
| 16                                                         | 12 | Maverick Viñales      | Red Bull KTM Tech3                   | KTM          | 26    | +28.770      | 18     |        |
| 17                                                         | 42 | Álex Rins             | Monster Energy Yamaha Factory Racing | Yamaha       | 26    | +31.095      | 19     |        |
| 18                                                         | 35 | Somkiat Chantra       | LCR Honda Idemitsu                   | Honda        | 26    | +31.480      | 22     |        |
| 19                                                         | 37 | Pedro Acosta          | Red Bull KTM Factory Racing          | KTM          | 26    | +42.115      | 6      |        |
| 20                                                         | 32 | Lorenzo Savadori      | Aprilia Racing                       | Aprilia      | 26    | +46.827      | 21     |        |
| Abd.                                                       | 25 | Raúl Fernández        | Trackhouse Racing                    | Aprilia      | 22    | Abandon      | 7      |        |
| Abd.                                                       | 36 | Joan Mir              | Honda HRC Castrol                    | Honda        | 14    | Abandon      | 11     |        |
| Meilleur tour en course: Marc Márquez (1:30.637 au tour 4) |    |                       |                                      |              |       |              |        |        |
| Résultat                                                   |    |                       |                                      |              |       |              |        |        |

## Course Moto2
| Pos.                                                          | N° | Pilote                  | Équipe                        | Constructeur | Tours | Temps/Ecarts | Grille | Points |
| ------------------------------------------------------------- | -- | ----------------------- | ----------------------------- | ------------ | ----- | ------------ | ------ | ------ |
| 1                                                             | 18 | Manuel González         | Liqui Moly Dynavolt Intact GP | Kalex        | 22    | 35:13.072    | 1      | 25     |
| 2                                                             | 44 | Arón Canet              | Fantic Racing LINO SONEGO     | Kalex        | 22    | +2.600       | 3      | 20     |
| 3                                                             | 81 | Senna Agius             | Liqui Moly Dynavolt Intact GP | Kalex        | 22    | +6.491       | 4      | 16     |
| 4                                                             | 10 | Diogo Moreira           | Italtrans Racing Team         | Kalex        | 22    | +6.742       | 10     | 13     |
| 5                                                             | 24 | Marcos Ramirez          | OnlyFans American Racing Team | Kalex        | 22    | +9.561       | 7      | 11     |
| 6                                                             | 7  | Barry Baltus            | Fantic Racing LINO SONEGO     | Kalex        | 22    | +11.244      | 5      | 10     |
| 7                                                             | 96 | Jake Dixon              | ELF Marc VDS Racing Team      | Boscoscuro   | 22    | +11.345      | 8      | 9      |
| 8                                                             | 27 | Daniel Holgado          | CFMOTO Inde Aspar Team        | Kalex        | 22    | +13.174      | 15     | 8      |
| 9                                                             | 12 | Filip Salac             | ELF Marc VDS Racing Team      | Boscoscuro   | 22    | +14.188      | 16     | 7      |
| 10                                                            | 21 | Alonso López            | Team HDR Heidrun              | Boscoscuro   | 22    | +14.926      | 9      | 6      |
| 11                                                            | 75 | Albert Arenas           | ITALJET Gresini Moto2         | Kalex        | 22    | +15.757      | 13     | 5      |
| 12                                                            | 53 | Deniz Öncü              | Red Bull KTM Ajo              | Kalex        | 22    | +18.820      | 12     | 4      |
| 13                                                            | 14 | Tony Arbolino           | BLU CRU Pramac Yamaha Moto2   | Boscoscuro   | 22    | +19.152      | 20     | 3      |
| 14                                                            | 99 | Adrian Huertas          | Italtrans Racing Team         | Kalex        | 22    | +19.999      | 18     | 2      |
| 15                                                            | 64 | Mario Aji               | Idemitsu Honda Team Asia      | Kalex        | 22    | +20.760      | 14     | 1      |
| 16                                                            | 28 | Izan Guevara            | BLU CRU Pramac Yamaha Moto2   | Boscoscuro   | 22    | +21.256      | 11     |        |
| 17                                                            | 15 | Darryn Binder           | ITALJET Gresini Moto2         | Kalex        | 22    | +22.225      | 6      |        |
| 18                                                            | 16 | Joe Roberts             | OnlyFans American Racing Team | Kalex        | 22    | +23.264      | 27     |        |
| 19                                                            | 92 | Yuki Kunii              | Idemitsu Honda Team Asia      | Kalex        | 22    | +23.408      | 23     |        |
| 20                                                            | 95 | Collin Veijer           | Red Bull KTM Ajo              | Kalex        | 22    | +24.309      | 24     |        |
| 21                                                            | 80 | David Alonso            | CFMOTO Inde Aspar Team        | Kalex        | 22    | +24.642      | 25     |        |
| 22                                                            | 4  | Iván Ortolá             | QJMOTOR - FRINSA - MSI        | Boscoscuro   | 22    | +26.974      | 19     |        |
| 23                                                            | 71 | Ayumu Sasaki            | RW - Idrofoglia Racing GP     | Kalex        | 22    | +27.064      | 21     |        |
| 24                                                            | 84 | Zonta Van Den Goorbergh | RW - Idrofoglia Racing GP     | Kalex        | 22    | +30.653      | 26     |        |
| 25                                                            | 66 | Oscar Gutierrez         | QJMOTOR - FRINSA - MSI        | Boscoscuro   | 22    | +37.405      | 28     |        |
| Abd.                                                          | 13 | Celestino Vietti        | Team HDR Heidrun              | Boscoscuro   | 12    | Abandon      | 2      |        |
| Abd.                                                          | 9  | Jorge Navarro           | KLINT Forward Factory Team    | Forward      | 0     | Abandon      | 17     |        |
| Abd.                                                          | 11 | Alex Escrig             | KLINT Forward Factory Team    | Forward      | 0     | Abandon      | 22     |        |
| Meilleur tour en course: Manuel Gonzalez (1:35.390 au tour 4) |    |                         |                               |              |       |              |        |        |
| Résultat                                                      |    |                         |                               |              |       |              |        |        |

## Course Moto3
| Pos.                                                      | N° | Pilote             | Équipe                        | Constructeur | Tours | Temps/Ecarts | Grille | Points |
| --------------------------------------------------------- | -- | ------------------ | ----------------------------- | ------------ | ----- | ------------ | ------ | ------ |
| 1                                                         | 99 | José Antonio Rueda | Red Bull KTM Ajo              | KTM          | 19    | 32:14.402    | 3      | 25     |
| 2                                                         | 83 | Álvaro Carpe       | Red Bull KTM Ajo              | KTM          | 19    | +7.276       | 6      | 20     |
| 3                                                         | 31 | Adrian Fernandez   | Leopard Racing                | Honda        | 19    | +7.341       | 11     | 16     |
| 4                                                         | 82 | Stefano Nepa       | SIC58 Squadra Corse           | Honda        | 19    | +7.590       | 2      | 13     |
| 5                                                         | 18 | Matteo Bertelle    | LEVELUP-MTA                   | KTM          | 19    | +10.242      | 1      | 11     |
| 6                                                         | 71 | Dennis Foggia      | CFMOTO Gaviota Aspar Team     | KTM          | 19    | +11.644      | 13     | 10     |
| 7                                                         | 22 | David Almansa      | Leopard Racing                | Honda        | 19    | +12.068      | 7      | 9      |
| 8                                                         | 54 | Riccardo Rossi     | Rivacold Snipers Team         | Honda        | 19    | +13.138      | 12     | 8      |
| 9                                                         | 78 | Joel Esteban       | Red Bull KTM Tech3            | KTM          | 19    | +21.956      | 23     | 7      |
| 10                                                        | 58 | Luca Lunetta       | SIC58 Squadra Corse           | Honda        | 19    | +22.031      | 5      | 6      |
| 11                                                        | 21 | Ruché Moodley      | DENSSI Racing - BOE           | KTM          | 19    | +22.158      | 19     | 5      |
| 12                                                        | 36 | Ángel Piqueras     | FRINSA - MT Helmets - MSI     | KTM          | 19    | +29.798      | 15     | 4      |
| 13                                                        | 89 | Marcos Uriarte     | GRYD - Mlav Racing            | Honda        | 19    | +30.044      | 26     | 3      |
| 14                                                        | 11 | Adrian Cruces      | CIP Green Power               | KTM          | 19    | +29.930      | 20     | 2      |
| 15                                                        | 14 | Cormac Buchanan    | DENSSI Racing - BOE           | KTM          | 19    | +57.228      | 22     | 1      |
| Abd.                                                      | 34 | Jakob Rosenthaler  | CFMOTO Gaviota Aspar Team     | KTM          | 18    | Abandon      | 25     |        |
| Abd.                                                      | 19 | Scott Ogden        | CIP Green Power               | KTM          | 18    | Abandon      | 4      |        |
| Abd.                                                      | 66 | Joel Kelso         | LEVELUP-MTA                   | KTM          | 14    | Abandon      | 8      |        |
| Abd.                                                      | 64 | David Muñoz        | Liqui Moly Dynavolt Intact GP | KTM          | 12    | Abandon      | 10     |        |
| Abd.                                                      | 10 | Nicola Carraro     | Rivacold Snipers Team         | Honda        | 10    | Abandon      | 16     |        |
| Abd.                                                      | 6  | Ryusei Yamanaka    | FRINSA - MT Helmets - MSI     | KTM          | 9     | Abandon      | 14     |        |
| Abd.                                                      | 94 | Guido Pini         | Liqui Moly Dynavolt Intact GP | KTM          | 8     | Abandon      | 24     |        |
| Abd.                                                      | 72 | Taiyo Furusato     | Honda Team Asia               | Honda        | 7     | Abandon      | 9      |        |
| Abd.                                                      | 5  | Tatchakorn Buasri  | Honda Team Asia               | Honda        | 6     | Abandon      | 17     |        |
| Abd.                                                      | 73 | Valentin Perrone   | Red Bull KTM Tech3            | KTM          | 6     | Abandon      | 21     |        |
| Abd.                                                      | 8  | Eddie O'Shea       | GRYD - Mlav Racing            | Honda        | 0     | Abandon      | 18     |        |
| Meilleur tour en course: David Muñoz (1:41.042 au tour 9) |    |                    |                               |              |       |              |        |        |
| Résultat                                                  |    |                    |                               |              |       |              |        |        |

## Classements provisoires aux Championnats
Seuls les cinq premiers de chaque championnat sont représentés à la suite des courses du Grand Prix.

### MotoGP
| 1                   | Marc Márquez      | 37 |
| 2                   | Álex Márquez      | 29 |
| 3                   | Francesco Bagnaia | 23 |
| 4                   | Franco Morbidelli | 18 |
| 5                   | Ai Ogura          | 15 |
| [ Classement] [PDF] |                   |    |

| 1                   | Ducati Lenovo Team                | 60 |
| 2                   | BK8 Gresini Racing MotoGP         | 32 |
| 3                   | Pertamina Enduro VR46 Racing Team | 24 |
| 4                   | Trackhouse MotoGP Team            | 17 |
| 5                   | Red Bull KTM Factory Racing       | 14 |
| [ Classement] [PDF] |                                   |    |

| 1                   | Ducati  | 37 |
| 2                   | Aprilia | 17 |
| 3                   | KTM     | 12 |
| 4                   | Honda   | 10 |
| 5                   | Yamaha  | 8  |
| [ Classement] [PDF] |         |    |

### Moto2
|                     | 1 |  | 25 |
|                     | 2 |  | 20 |
|                     | 3 |  | 16 |
|                     | 4 |  | 13 |
|                     | 5 |  | 11 |
| [ Classement] [PDF] |   |  |    |

|                     | 1 |
|                     | 2 |
|                     | 3 |
|                     | 4 |
|                     | 5 |
| [ Classement] [PDF] |   |

|                     | 1 |
|                     | 2 |
|                     | 3 |
| [ Classement] [PDF] |   |

### Moto3
| 1                | José Antonio Rueda | 25 |
| 2                | Alvaro Carpe       | 20 |
| 3                | Adrián Fernández   | 16 |
| 4                | Stefano Nepa       | 13 |
| 5                | Matteo Bertelle    | 11 |
| Classement [PDF] |                    |    |

| 1                   | Red Bull KTM Ajo    | 45 |
| 2                   | Leopard Racing      | 25 |
| 3                   | SIC58 Squadra Corse | 19 |
| 4                   | MTA Team            | 11 |
| 5                   | CFMoto Aspar Team   | 10 |
| [ Classement] [PDF] |                     |    |

| 1                   | KTM       | 25 |
| 2                   | Honda     | 16 |
| 3                   | CFMoto    | 10 |
| 4                   | Husqvarna | 0  |
| [ Classement] [PDF] |           |    |